# Naaldspits

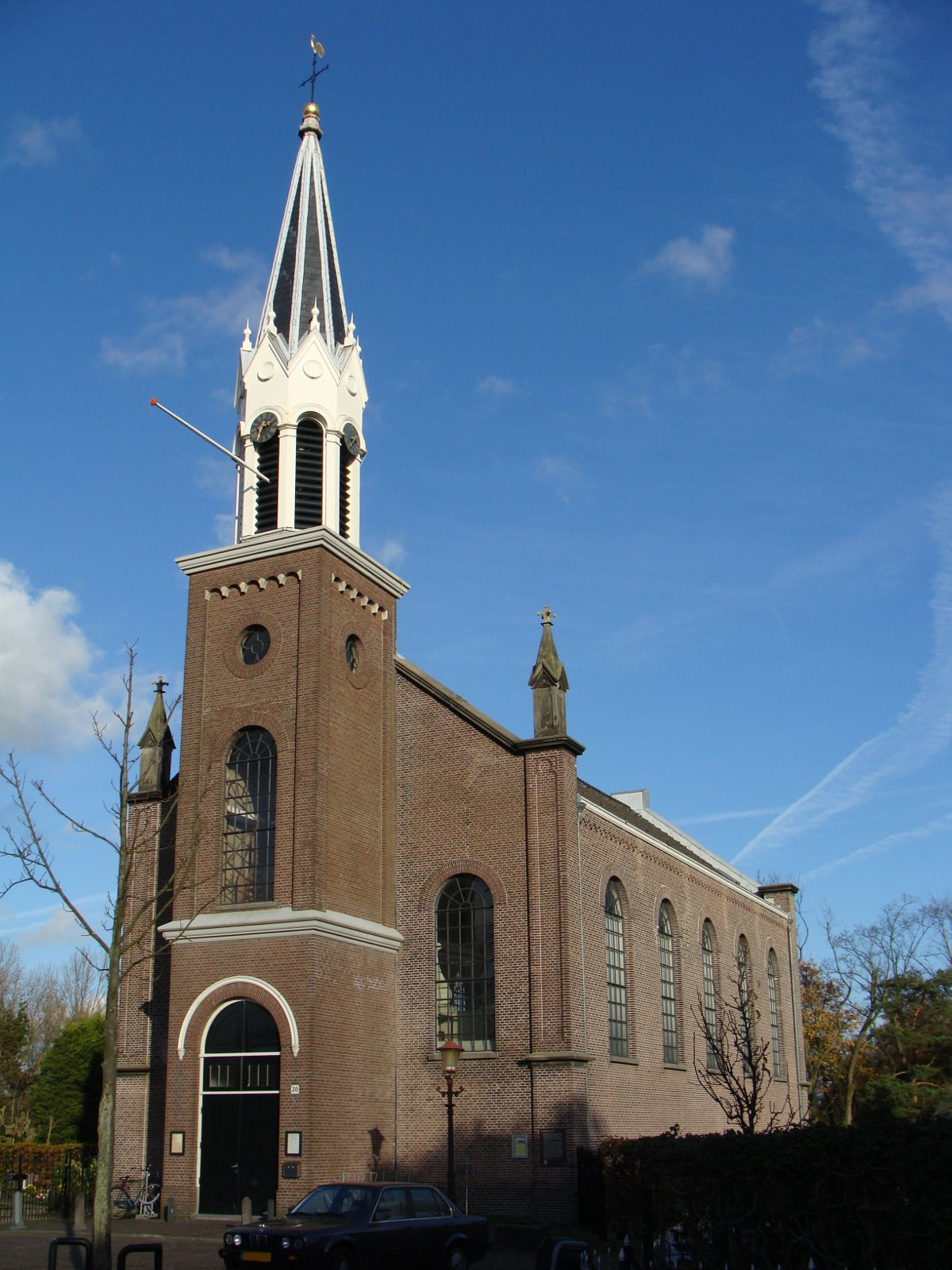
Achtkantige naaldspits op de Sloterkerk in Sloten

Een naaldspits is een torenspits die heel steil is en een hoek maakt van meer dan 70 graden. Vrij veel daarvan zijn ingesnoerde spitsen. Naaldspitsen zijn meestal achtkantig van vorm, maar kunnen soms ook vier, zes, twaalf of meer dakvlakken hebben. Ook ronde naaldspitsen en vrije vormen komen voor, bijvoorbeeld gedraaid.

## Naald
Als een bouwwerk of deel daarvan grotendeels spits toeloopt, wordt het een naald genoemd, bijvoorbeeld de Naald van Dublin en de drie Naalden van Cleopatra.

## Steentijd
In de archeologie wordt de term spits gebruikt voor stenen werktuigen om te snijden, steken of schrapen. Is zo'n werktuig smal en dun, dan wordt het een naaldspits genoemd.

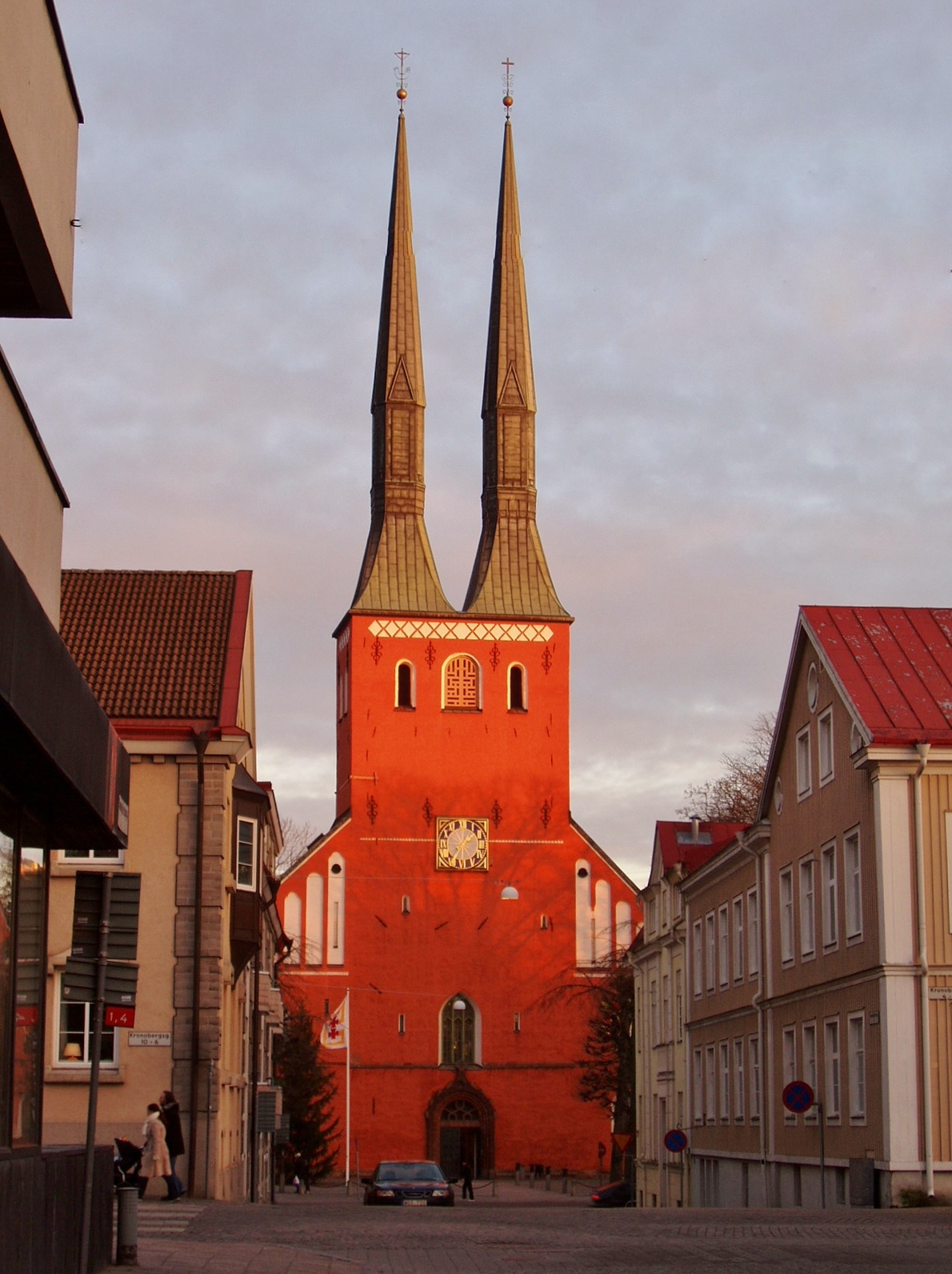
Vierkantige, ingesnoerde naalden op de Lutheraanse Dom van Växjö, Zweden
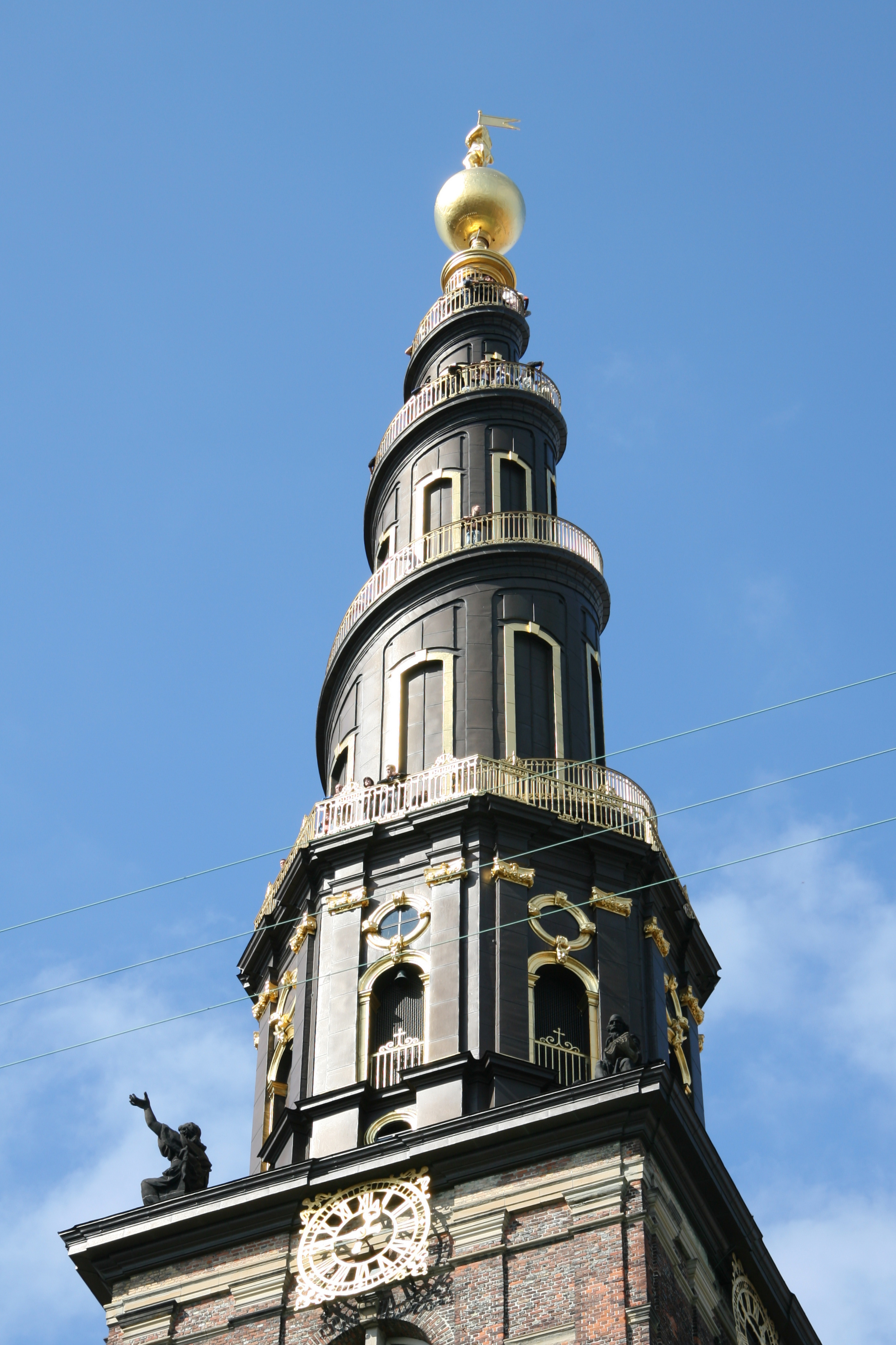
Spits van de Verlosserskerk in Kopenhagen, met uitwendige trap
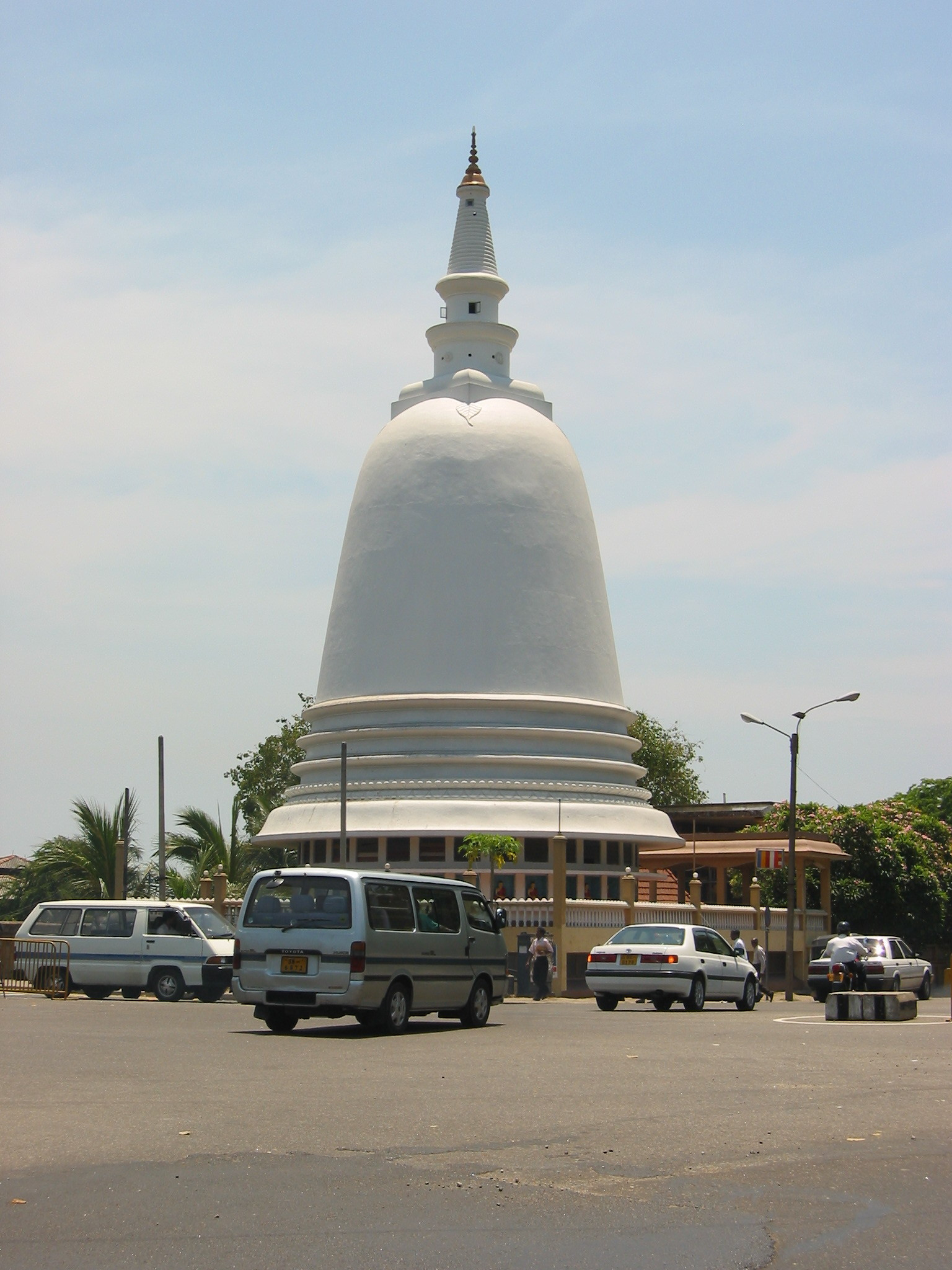
Stoepa met ronde spits in Colombo, de grootste stad van Sri Lanka
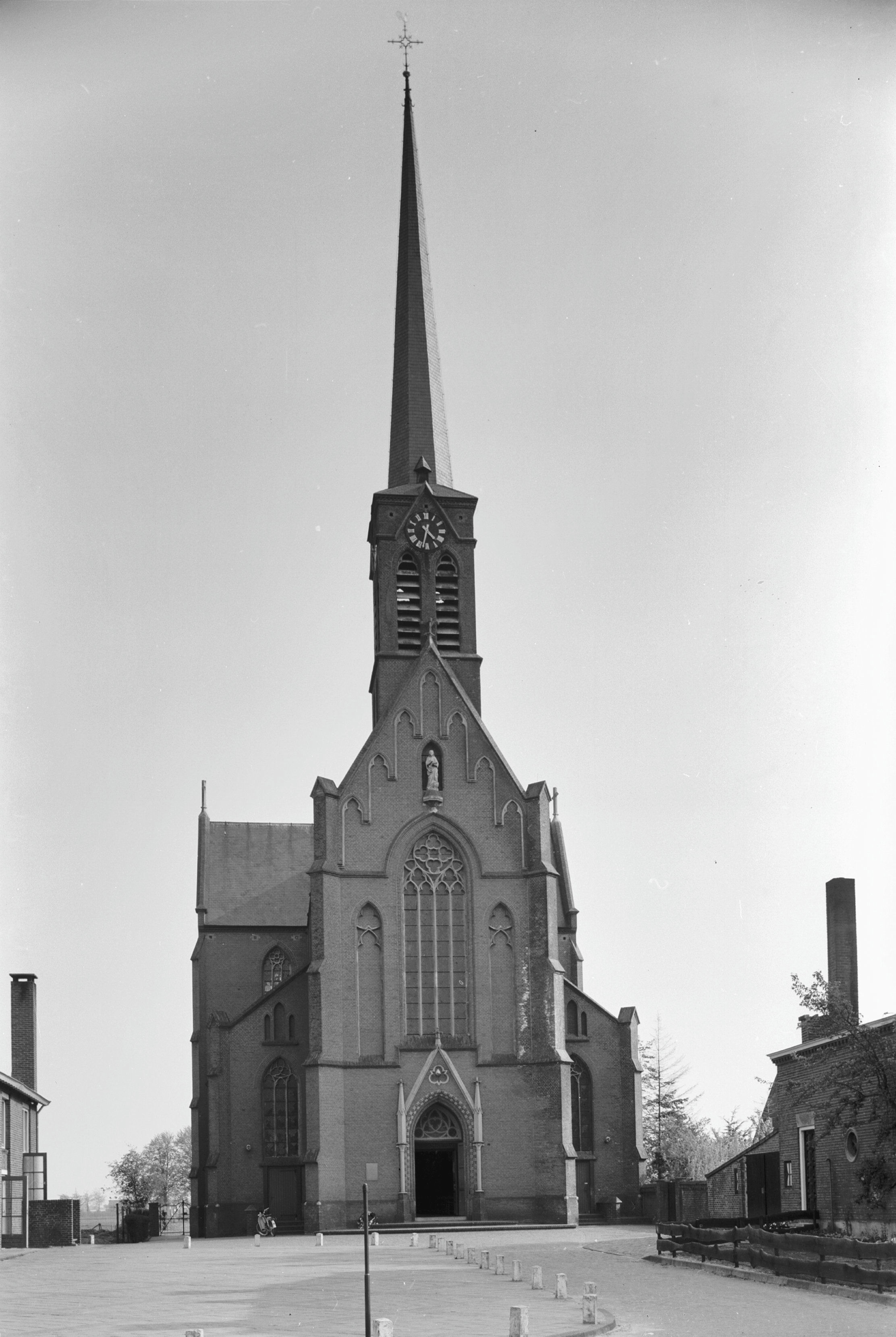
Ingesnoerde, achtkantige naaldspits van de Sint-Jan-Evangelistkerk te Elshout
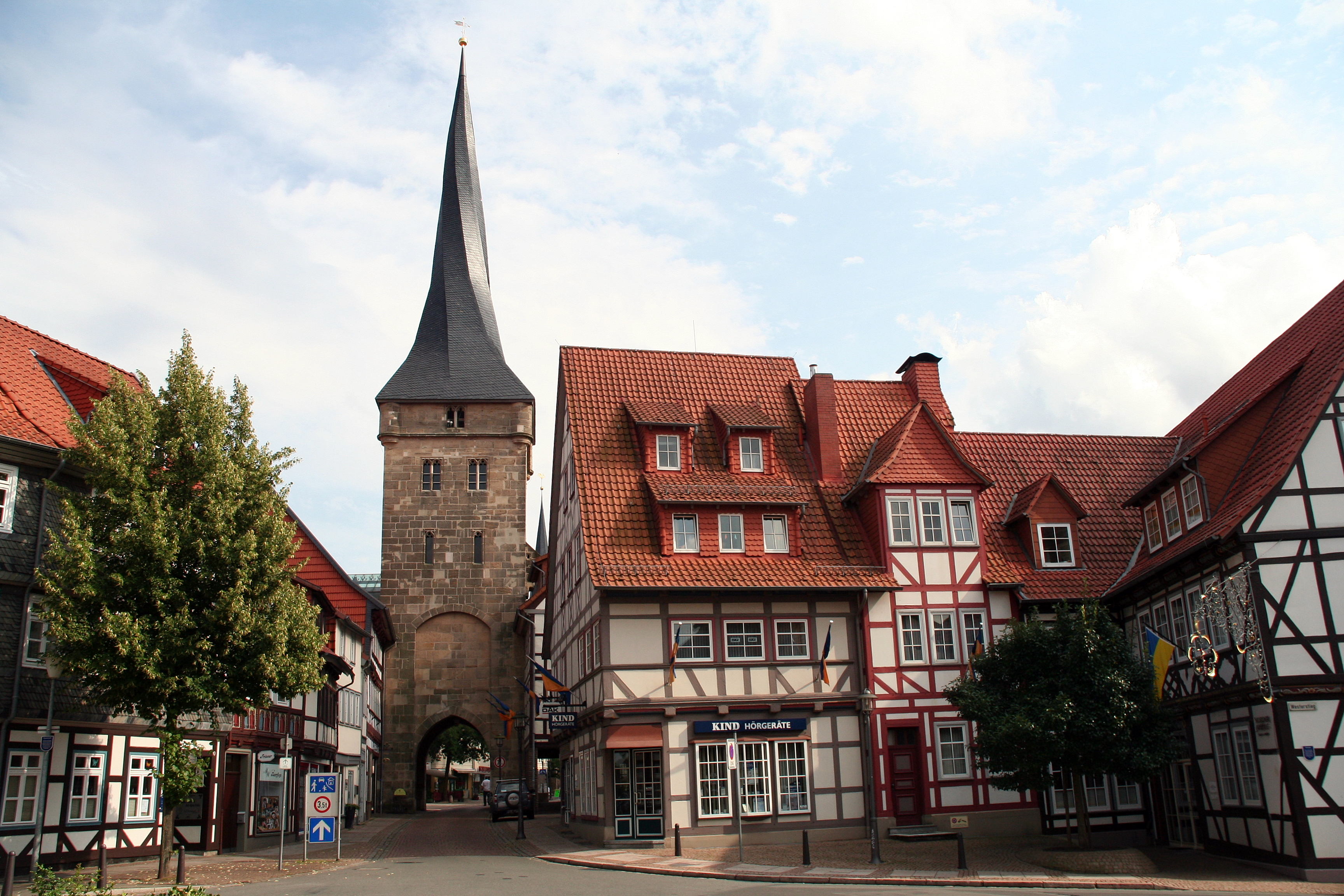
De Westertoren, de laatst overgebleven stadspoort van Duderstadt
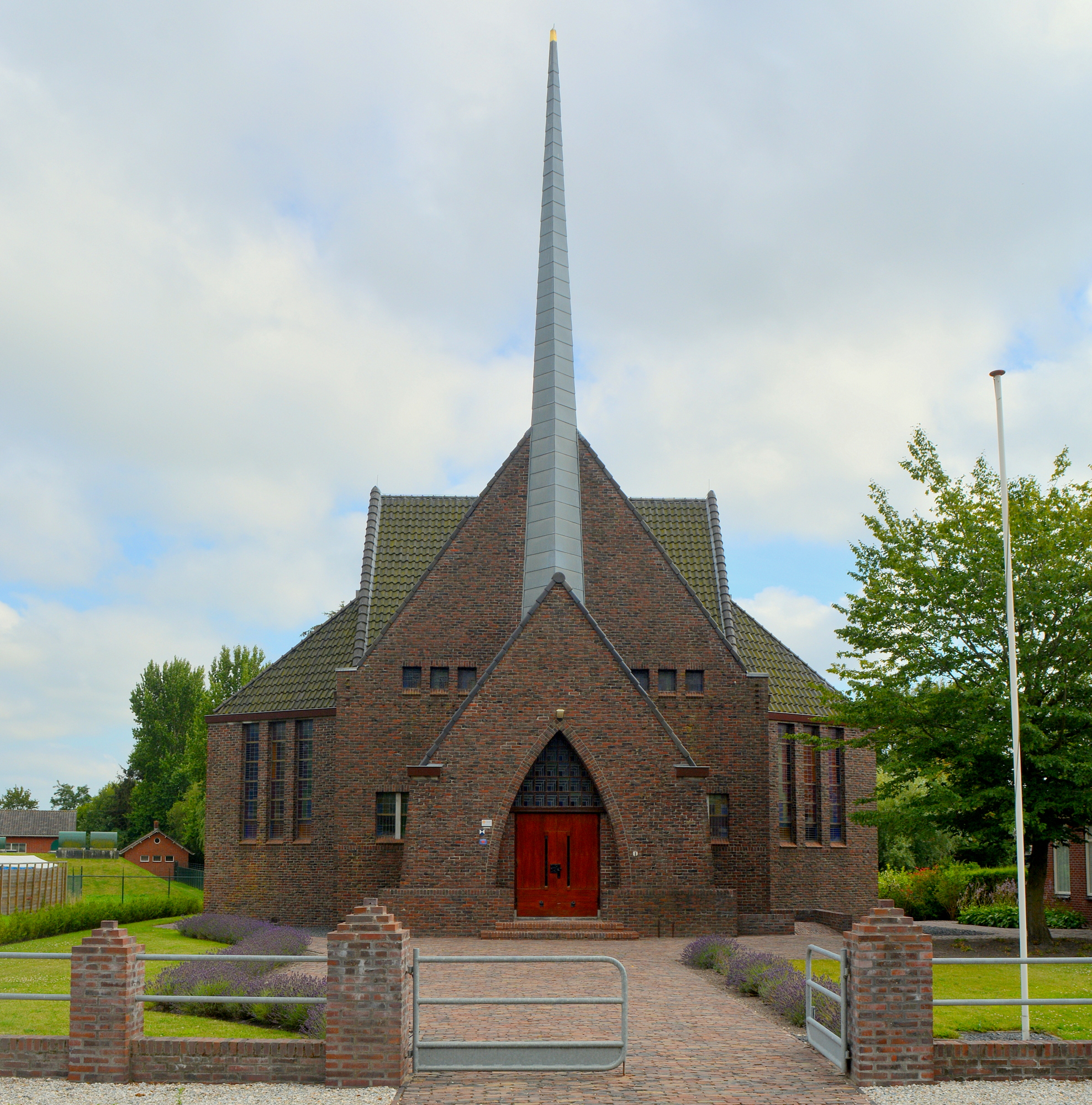
Oostwold (Oldambt): Gereformeerde kerk uit 1930 met naald

achtkantige tussen vier topgevels · afgeknot · erker/arkeltorentjes · flankerende torentjes · gedraaid · gemetseld · ingesnoerd · klokvormig · kruisdak · naald · parabool · rombisch/ruit · ui